# 第45独立自動車化歩兵大隊 (ウクライナ陸軍)
第45独立自動車化歩兵大隊（だい45どくりつじどうしゃかほへいだいたい、ウクライナ語: 45-й окремий мотопіхотний батальйон）は、ウクライナ陸軍の大隊のひとつ。第43独立砲兵旅団隷下。

## 概要

### ウクライナ空軍
2014年8月、ウクライナ空軍第203訓練航空旅団隷下の第5警備隊大隊として、チュグイフで創設され、チュグイフ空軍基地の警備に配置された。

### ウクライナ陸軍
2014年12月、ウクライナ陸軍に編入し、ピリャチン駐屯の第43独立砲兵旅団に配属され、第45独立自動車化歩兵大隊に改称した。
2015年5月、ドンバス戦争に投入された。
2016年、独立部隊から旅団隷下の警備大隊に改編された。

## 編制
- 大隊本部（チュグイフ）
- 第1中隊
- 第2中隊
- 第3中隊
- 迫撃砲中隊
- 対空砲小隊
- 偵察小隊
- 工兵小隊
- 後方支援隊